# Osor
Osor és una vila i municipi de la comarca de la Selva. El nom Osor és d'origen incert, però sembla que és preromà i es refereix a Ausorum, és a dir, «de la terra dels ausetans», primer, i «del comtat de Vic i bisbat d'Ausona», més endavant.

## Història
La primera datació és del 860, amb la forma Auzor, referida a un lloc de la vall d'on es donà un alou al monestir d'Amer.
El 1067 el comte Ramon Berenguer I i la seva muller Almodis de la Marca rescaten el feu d'Osor, que havien rebut en penyora per part dels vescomtes de Narbona per un préstec de 150 unces d'or.

## Geografia
- Llista de topònims d'Osor (orografia: muntanyes, serres, collades, indrets...; hidrografia: rius, fonts...; edificis: cases, masies, esglésies, etc.).

| Entitat de població | Habitants (2024) |
| Osor                | 352              |
| Santa Creu d'Horta  | 33               |
| Sant Miquel de Ter  | 21               |
| les Mines d'Osor    | 16               |
| Font: Idescat       |                  |

El municipi comprèn el nucli urbà i els veïnats de les Mines d'Osor, Santa Creu d'Horta, Sant Gregori, el Coll i Sant Miquel de Maifré. Té una orografia abrupta: la Vall d'Osor està voltada per les serres de Porta Barrada, Sant Benet, el Coll i Sant Gregori i pel massís de Solterra, i encerclada pels cims més alts de les Guilleries, Sant Gregori (1.088 m), Sant Benet (1.144 m) i Sant Miquel de Solterra o de les Formigues (1.204 m). El terme és regat pel riu Ter al nord-est, que inclou la presa del pantà de Susqueda, i per la riera d'Osor, la de més cabal de les Guilleries, que desemboca al Ter mitjà entre Anglès i la Cellera de Ter, i té afluents diversos: el torrent del Carbonell, els sots de la Maduixa i de can Pellaringa, i les rieres Noguerola i Gironella.
El poble es comunica amb Anglès i Sant Hilari Sacalm per la carretera local GI-542 amb servei diari d'autobús. La resta de comunicacions són vies forestals per on es pot accedir a Santa Coloma de Farners per Castanyet, al santuari del Coll –asfaltada– i a l'embassament de Susqueda.
Osor disposa de dispensari municipal, centre d'ensenyament públic (Escola La Vall), arxiu municipal i parroquial, sala polivalent, jutjat de pau, pista poliesportiva, camp de futbol, piscina municipal, càmping, cases de turisme rural, casa de colònies, bars i restaurants.
Les principals entitats del municipi són l'equip de futbol UE Osor, el Casal de la Gent Gran i Simpatitzants de la Vall d'Osor, l'Associació de Caçadors, l'Associació Amics del Pessebre, la Penya Barcelonista d'Osor, l'AMPA de l'Escola la Vall, la Societat de Pesca, el Club de Joves Rosó i el Consell Parroquial.
| 1497 f | 1515 f | 1553 f | 1717 | 1787  | 1857  | 1877  | 1887  | 1900  | 1910  |
| ------ | ------ | ------ | ---- | ----- | ----- | ----- | ----- | ----- | ----- |
| 68     | 72     | 66     | 358  | 1.046 | 1.374 | 1.224 | 1.325 | 1.243 | 1.102 |

| 1920  | 1930  | 1940  | 1950  | 1960 | 1970 | 1981 | 1990 | 1992 | 1994 |
| ----- | ----- | ----- | ----- | ---- | ---- | ---- | ---- | ---- | ---- |
| 1.158 | 1.275 | 1.174 | 1.183 | 996  | 960  | 482  | 521  | 494  | 494  |

| 1996 | 1998 | 2000 | 2002 | 2004 | 2006 | 2008 | 2010 | 2012 | 2014 |
| ---- | ---- | ---- | ---- | ---- | ---- | ---- | ---- | ---- | ---- |
| 509  | 480  | 464  | 457  | 429  | 390  | 361  | 426  | 451  | 452  |

| 2016 | 2018 | 2020 | 2022 | 2024 | 2026 | 2028 | 2030 | 2032 | 2034 |
| ---- | ---- | ---- | ---- | ---- | ---- | ---- | ---- | ---- | ---- |
| 434  | 416  | 428  | 423  | 418  | -    | -    | -    | -    | -    |

## Medi natural

### Hidrologia
Les precipitacions anuals oscil·len al voltant dels 1000 litres per metre quadrat, i sovint neva als cims més elevats i al mateix nucli urbà. Tota aquesta aigua crea un sistema de cursos d'aigua que alimenta diverses fonts i la riera principal: la riera d'Osor. Dins del terme municipal d'Osor hi ha una dotzena de fonts naturals.

### Flora
La vegetació es caracteritza pel fet que la superfície forestal és molt àmplia i conté una gran varietat d'espècies arbòries, arbustives i herbàcies. Com que es tracta de terrenys fortament accidentats i de diferents altures, hi ha una gran diversitat de microclimes, que, units a l'elevada pluviometria, faciliten l'existència d'un paisatge vegetal molt ric i de gran bellesa. Fins a 500 m, la vegetació principal és l'alzinar amb marfull, pi pinyoner, marítim o insigne, sureda, bruc, arboç, galzeran, lligabosc mediterrani i arítjol. Entre 500 i 1.000 m hi ha alzinar muntanyenc, avellanoses, falguera, tremoledes, tell, grèvol i roure martinenc i de fulla gran, al costat del castanyer, l'espècie més significativa. Més amunt, pins, cedres, altres coníferes i fageda acidòfila. A les fondalades i prop de cabals d'aigua, roure, castanyer, vern, gatell, freixe, acàcia, plàtan, om i falguera. Hi ha arbres monumentals, com l'alzina de la Coma de més de quatre centúries, el Pi Gros de l'Espinau i el roure de ca n'Iglésies, els castanyers del Cruset i el Sobirà, i el grèvol i el teix del Cerver. A part, es pot veure la flor o herba de Sant Segimon, planta medicinal i ornamental molt escassa i pròpia de la zona.

### Fauna
En rieres i torrents, hi habiten crancs de riu, truites, barbs, bagres, granotes verdes, serps d'aigua, salamandres i ocells aquàtics com la cuereta, la merla d'aigua i el botiguer o blauet. A les zones forestals hi ha senglars, guilles, conills, gats mesquers, teixons, esquirols, genetes, gorjablancs i visons americans –introduïts accidentalment i que malmeten molt la fauna autòctona–. Quant a l'avifauna, hi abunden espècies com el tudó, la merla, el gaig, les mallerengues, els pigots, els raspinells i pica-soques, el rupit o pit-roig, el pinsà vulgar, el pardal comú, les orenetes, l'aligot comú, l'esparver vulgar i aus nocturnes com la xibeca o òliba comuna, el mussol comú i el gamarús eurasiàtic.